# Swedish Space Corporation

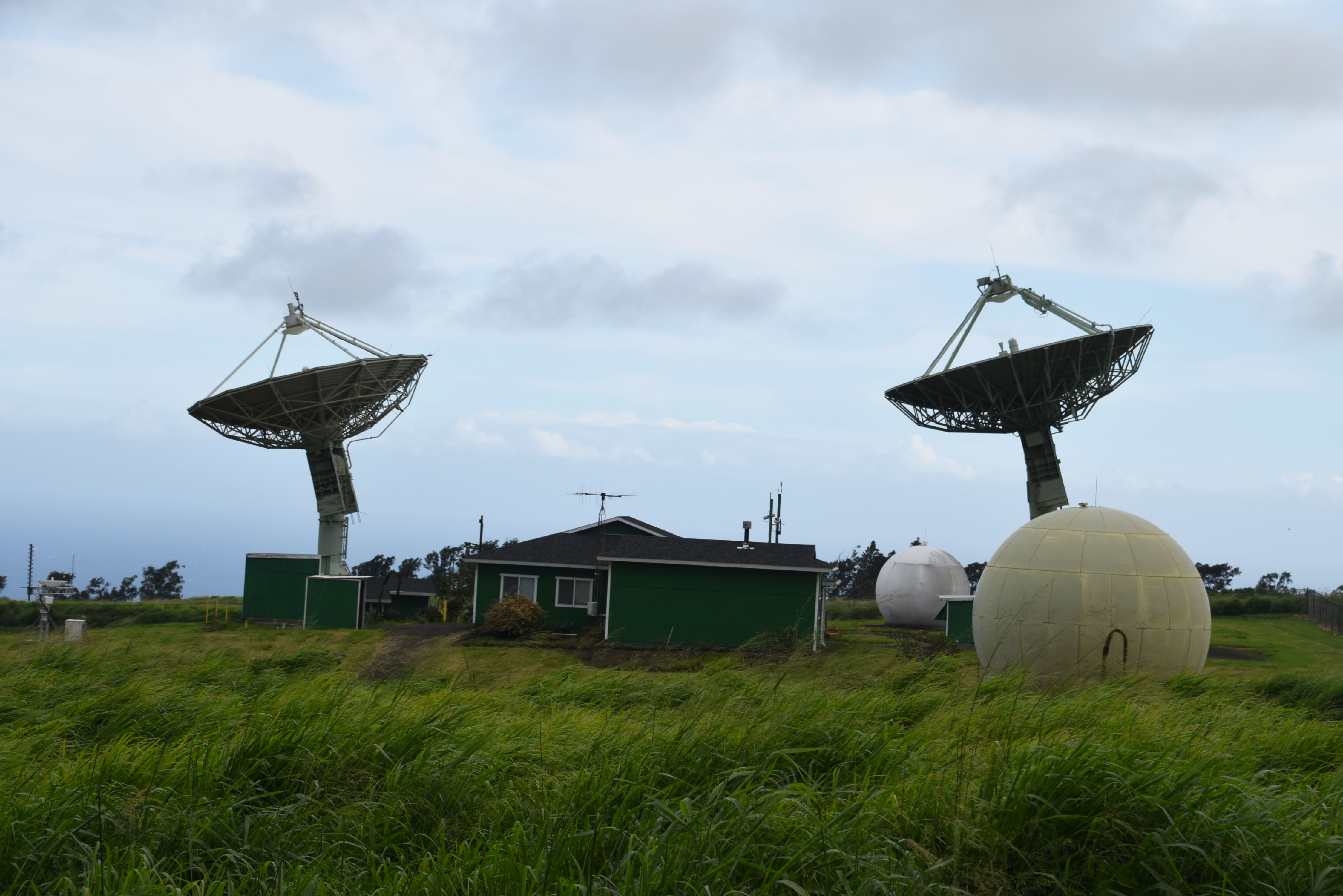
Station de South Point, à Hawaï, aux États-Unis

La Swedish Space Corporation (SSC), officiellement Svenska rymdaktiebolaget, est une société suédoise de services spatiaux. Les opérations de SSC comprennent le lancement de fusées-sondes et de ballons stratosphériques, les tests de moteurs-fusées de future génération et de nouveaux carburants pour fusées, l'exploitation et la maintenance de systèmes spatiaux et aéronautiques, ainsi que la commercialisation d'un réseau mondial de stations sols. La SSC a également des activités de suivi de la surveillance spatiale (SST)  et de gestion du trafic spatial (STM) dans le but d'identifier, d'évaluer et de minimiser les risques de collisions et de perturbations associés aux débris spatiaux,.
En janvier 2023, le port spatial d'Esrange a été inauguré. Il s'agit de la première base de lancement orbitaux sur le continent européen,.
Les opérations de SSC en Suède sont situées à Solna, Kiruna et Ågesta (sv). La société est également présente en Australie, au Chili, aux Pays-Bas, en Thaïlande, en Allemagne, aux États-Unis et au Royaume-Uni. SSC compte environ 630 employés et un chiffre d'affaires de 1 263 millions de couronnes suédoises en 2022,.

## Domaines d'activité

### Systèmes spatiaux
SSC a plus de cinquante ans d’expérience dans l’aide aux agences spatiales, aux entreprises, aux acteurs commerciaux et aux instituts de recherche pour accéder à l’espace. L'entreprise conçoit, développe et teste différents types de systèmes spatiaux,, sous-systèmes et équipements expérimentaux pour la recherche, dans des environnements spatiaux ou proches de l'espace. Les domaines d’application courants sont les expériences en microgravité, la recherche atmosphérique ainsi que les tests et la validation des systèmes liés à l’espace.
SSC possède des compétences spécialisées dans les communications par satellite, les systèmes de fusées et de ballons, le lancement de fusées et de ballons et fournit des services de conseil aux opérateurs de satellites.

### Communications par satellite
SSC dispose de l’un des réseaux civils de stations sols les plus vastes et les plus actifs au monde, qui communiquent avec différents types de satellites. SSC dispose de ses propres stations terrestres en Suède, aux États-Unis, au Canada, au Chili, en Thaïlande et en Australie. L'entreprise dispose également de stations sols partenaires en Allemagne, en Italie, en Espagne, en Afrique du Sud, en Antarctique, en Inde et au Japon.
La plupart des satellites scientifiques, ainsi que de nombreux satellites d'observation de la Terre, sont placés en orbite polaire. L'emplacement stratégique du Centre spatial d'Esrange, au-dessus du cercle polaire arctique, permet un contact régulier avec les satellites qui passent à portée plusieurs fois par jour. Esrange est aujourd'hui l'une des stations sols les plus utilisées au monde.
Par l'intermédiaire de ses filiales LSE  en Allemagne et Aurora Technology  aux Pays-Bas, SSC propose des services de conseil en contrôle de satellites. Une troisième filiale, GlobalTrust ,, basée en Grande-Bretagne, propose de l'analyse de données satellites.

### Esrange
Le centre spatial d'Esrange est situé proche de Kiruna, dans le nord de la Suède, au-dessus du cercle polaire arctique (68°N, 21°E). En plus de l'infrastructure qui constitue le site de base, il existe également un accès à une vaste zone de récupération inhabitée couvrant une superficie deux fois supérieure à celle du Luxembourg (environ 5 200 km2 ). L'installation est en activité depuis 1966 et faisait initialement partie de l'Agence spatiale européenne (ESA) avant de devenir une partie de SSC lorsque la société a été fondée en 1972,.
Depuis Esrange, SSC lance des fusées-sondes et des ballons stratosphériques pour des recherches dans diverses disciplines. La base abrite également une station de communication par satellite qui constitue le centre du réseau mondial de stations terrestres du SSC, avec environ 30 antennes sur place.
La plus récente installation au sein de la base, le Spaceport Esrange, a été inaugurée le 13 janvier 2023 par le Roi Carl XVI Gustaf, le Premier ministre suédois Ulf Kristersson et la présidente de la Commission européenne Ursula von der Leyen. Le port spatial d'Esrange est la première installation sur le continent européen capable de lancer des satellites en orbite. L'installation sera également utilisée pour le programme européen de développement de fusées réutilisables, Themis , géré par Ariane Group pour le compte de l'Agence spatiale européenne (ESA). L’installation sera également utilisée pour les lancements d’essai de la prochaine génération de fusées-sondes.

### Connaissance de la situation spatiale (Space Situational Awareness)
SSC a lancé un programme dont la tâche est de suivre et de cataloguer les objets en orbite autour de la Terre - appelé Space Traffic Management (STM) - un système de communication pour éviter les collisions potentielles lors du lancement et pour les satellites en orbite dans le futur.

## Clients
Les principaux clients de SSC en matière de développement de systèmes spatiaux et de services de lancement sont l'Agence spatiale nationale suédoise (SNSA) et l'Agence spatiale européenne (ESA). Les services d'opérations de satellites et de conseil sont fournis pour le compte de propriétaires de satellites, d'opérateurs de satellites et d'agences spatiales du monde entier. Des tests de systèmes spatiaux et de vol sont effectués pour des entreprises suédoises et étrangères ainsi que pour les forces armées.

## Histoire
Rymdbolaget a été créé par le gouvernement suédois en 1972 pour être l'organe exécutif de la délégation d'État aux opérations spatiales, qui est devenue l'Agence spatiale nationale suédoise (SNSA). La société a été créée en 1972 à partir du centre spatial Esrange et de Rymdtekniska Gruppen à Solna, dans la banlieue de Stockholm. De 1966 à 1972, l'Esrange était un site de l'ESA, mais il passe à l'occasion aux mains de la Suède. Aujourd’hui encore, l’entreprise est détenue à 100% par l’État suédois.
Depuis le début du millénaire, l’entreprise s’est développée et possède désormais des centres en Australie, au Chili, aux Pays-Bas, en Thaïlande, en Allemagne, aux États-Unis et au Royaume-Uni. Par exemple, en 2000, SSC a acquis Universal Space Network, une société fondée par le pionnier de l’espace et astronaute Pete Conrad, troisième homme à marcher sur la Lune. Cette acquisition marque le début des efforts de SSC pour établir un réseau mondial de stations terrestres. Il s'agit aujourd'hui l'un des plus grands réseaux civils au monde.
Au fil des ans, SSC a également conçu et construit des satellites, développé des systèmes de surveillance océanique aéroportés utilisés par les organisations de garde-côtes du monde entier, et aidé les forces armées suédoises, en particuliers pour ses tests sur le site d'essai de Vidsel.

### Satellites scientifiques développés par SSC
- Satellites Prisma – lancés le 15 juin 2010
- SMART-1 – lancé le 27 septembre 2003
- Odin – lancé le 20 février 2001
- Astrid 2 – lancée le 10 décembre 1998
- Astrid 1 – lancée le 24 janvier 1995
- Freja – lancé le 6 octobre 1992
- Viking – lancé le 22 février 1986

### Filiales à 100%
- Aurora Technology, Lisse, Pays-Bas (consultants en opérations de satellite)
- LSE Space, Munich et Darmstadt, Allemagne (consultants en opérations de satellites)
- GlobalTrust, Winchester, Royaume-Uni (analyse des données satellitaires)